# Dibrivske, Novohrad-Volînskîi
Dibrivske (în ucraineană Дібрівське) este un sat în comuna Krasîlivka din raionul Novohrad-Volînskîi, regiunea Jîtomîr, Ucraina.

## Demografie
Componența lingvistică a localității Dibrivske
     Ucraineană (100%)
Conform recensământului din 2001, toată populația localității Dibrivske era vorbitoare de ucraineană (100%).